# ギオルギ・ガハリア
ギオルギ・ザウリス・ゼ・ガハリア（グルジア語: გიორგი ზაურის ძე გახარია、グルジア語ラテン翻字: Giorgi Zauris dze Gakharia、1975年3月19日 ‐ ）は、ジョージアの政治家。
同国首相（2019-2021年）、経済・持続的発展大臣（2016-2017年）、内務大臣（2017-2019年）、第一副首相（2018-2019年）、国家安全保障会議書記（2019年）を歴任した。

## 生涯

### 教育
ガハリアは1992年から1994年までイヴァネ・ジャヴァヒシヴィリ・トビリシ国立大学の歴史学部で学んだ。1994年、続いて彼はミハイル・ロモノーソフ記念モスクワ国立大学に入り、同大学で1999年に政治学の修士号を取得した。その後2002年から2004年までミハイル・ロモノーソフ記念モスクワ国立大学高等経営大学院で研究を行い、ビジネス管理修士号を取得した。

### 職歴
ガハリアは2006年から2009年までモスクワ国立大学で応用バイオテクノロジーの客員講師を務めた。ガハリアは2004年5月から2008年11月までロシアのSKFグループのゼネラルマネージャーを務め、続いて2008年11月から2013年2月までドイツのルフトハンザ・サービス・ホールディングAGで東ヨーロッパ・CIS諸国・ロシア連邦担当ビジネス開発部長を務めた。

## 政治経歴
ガハリアは2013年3月に政府のビジネス・オンブズマンに就任し、ここから彼の政治経歴がスタートした。この職は2016年7月まで務めた。ガハリアは2014年12月から2016年9月まで首相補佐官（経済担当）および経済評議会書記を務め、続いて2016年12月27日から2017年11月13日まで経済・持続的発展大臣を務めた。彼は2017年11月13日に内務大臣に任命され、第一副首相も兼任した。さらに2019年4月30日、国家安全保障会議書記にも就任した。

## 内務大臣時代
2017年11月、ギオルギ・クヴィリカシヴィリ首相は内閣改造を行い、11月13日にガハリアを内務大臣に任命した。

### 歩兵巡回部隊
内務大臣着任から数か月後、ガハリアは観光客や観光地の安全を確保するために、内務省の巡回警察局に歩兵巡回部隊を設置した。歩兵巡回部隊は内務省アカデミーで3週間の特別訓練を受講しており、かつ全員が1つ以上の外国語を話すことができる。歩兵巡回部隊は最新世代のビデオカメラなど、最新の警察機器を装備している。

### 人権保護局
2018年1月11日、ガハリアは内務省に人権保護局を設置した。人権保護局は家庭内犯罪、女性に対する暴力、差別を理由とする犯罪、人身売買、少年による犯罪、少年に対する犯罪などについて、タイムリーな対応と適切な捜査を行う責務を負う。2019年7月24日まではロンダ・トロライアが局長を務め、2019年7月24日からはニノ・ツァツィアシヴィリが引き継いだ。

### ガヴリーロフの夜
2019年6月、ロシア下院議員セルゲイ・ガヴリーロフがジョージア国会の議長席から演説したことに反発して起きた大規模な抗議デモ（ガヴリーロフの夜）において、対応に当たった警察官が不適切な暴力的対応を行ったことで、負傷者が発生した。野党は当局を指揮したガハリアの内務大臣辞任を訴えた。

## ジョージア首相

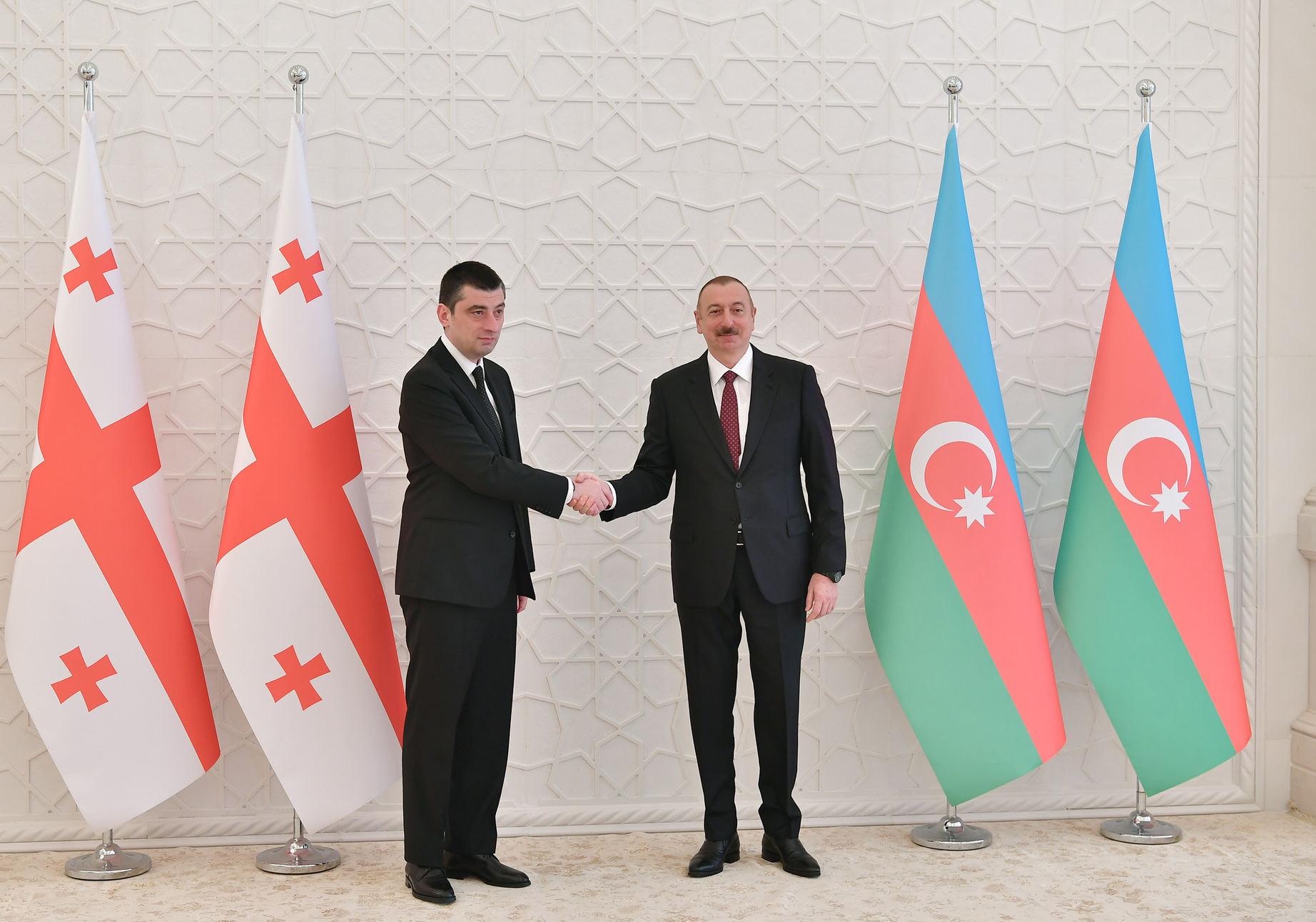
ギオルギ・ガハリア首相（左）と、アゼルバイジャンのイルハム・アリエフ大統領（右）

2019年9月2日、ジョージア首相マムカ・バフタゼは「使命を果たした」として内閣総辞職を行った。翌9月3日、与党「ジョージアの夢」は後任の首相としてガハリアを指名し、ジョージア国会はガハリアの新首相就任と同首相が率いる内閣を賛成多数で承認した。
2019年に実施された政府に対する抗議デモの中で野党・統一国民運動議長のニカ・メリアが大規模な暴力を扇動したとして、2021年2月、トビリシの裁判所はメリアの逮捕を命じた。ガハリアはこの決定を国を二分させるものとして批判し、2月18日に首相辞任を表明した。2月22日に首相を退任。